# Federica Matta
 (janvier 2011).
Federica Matta, artiste plasticienne, peintre et sculptrice est née le 8 juillet 1955 à Neuilly-sur-Seine. Elle vit et travaille à Paris et Ibiza.

## Biographie

### Enfance et formation
D'origine chilienne et américaine, Federica Matta grandit entre la France (Paris, La Paillade), l'Italie (Panarea) et les États-Unis (New York).
À 16 ans, elle part faire ses études en Martinique, à l'IME - l'Institut martiniquais d'études - créé par Édouard Glissant en 1967. Là-bas, elle découvre une école nouvelle qui enseigne la poésie, le théâtre, la philosophie, la revue Acoma et la créolisation.
En 1976, en France, elle suit les cours d'Hélène Cixous, Catherine Clément, Danièle Lévy, Gilles Deleuze à l'Université de Vincennes. En 1977, Federica Matta commence à dessiner sur de grands carnets; elle imagine en images des scénarios de films qu'elle montre à Chris Marker.
À Paris, au American Center, elle écoute Allen Ginsberg.
En 1980, à New York, elle apprend à réaliser des films à la New York University Film School. Puis en Californie, elle assiste aux cours du California Institute of the Arts où elle fait ses premiers tableaux.

### Premiers pas
En 1985, Federica Matta crée son premier bijou, "talisman de joie" pour se consoler de la disparition de ses frères, Gordon et Batan Matta-Clark. Sa première collection de bijoux sera présentée chez Gracie Mansion à New York puis présentée à la boutique au Musée des Arts Décoratifs et au Musée d'Art Moderne de Paris. En 1987, la galerie Cremniter-Laffanour (aujourd'hui appelée "galerie Downtown") expose ses grandes toiles à Paris.
En 1989, elle réalise sa première sculpture Oraclithe, à l'occasion de la Biennale de sculptures organisée par le Musée Skirinio à Athènes.
À l’occasion des cinquante ans du CNRS à la Cité des Sciences de La Villette, elle réalise les sculptures La Danse de la Terre et Le Sourire de l'Homme,,.

### De 1990 à 1999
En 1990, création des Trophées CNRS-Images Media pour les Rencontres Internationales de l’Audiovisuel Scientifique avec Annick Demeule et Jean-Michel Arnold. Sa première collection de meubles est éditée pour la Chicago New Art Form avec les galeries Baudoin Lebon et la galerie Downtown.
À partir de 1991, Federica Matta consacre la majeure partie de son travail à l'art public et imagine des sculptures dont l'objectif est de réactiver l'énergie dans les villes ; elle parle «d'acupuncture urbaine» . Ces sculptures prennent la forme de sculptures-jeux et de sculptures monumentales :
- au Chili, La Plaza Brasil[6],[5] (parc de sculptures-jeux),
- en France, dans les jardins de La Petite Escalère, La Maison des Enfants[7] (sculptures-jeux),
- au Japon, Pim Pam Poom, sculpture monumentale située à l'entrée du stade de football de Fukuoka,
- au Portugal, à Lisbonne, une série de sculptures pour la station de métro Parque[8] en collaboration avec Françoise Schein,
- à Saint-Nazaire, Place de l'Amérique Latine, Le Voyage de la Sirène (sculpture monumentale),
- à Miami, la fresque Great Wall en collaboration avec Françoise Schein.

À partir des années 1990, elle collabore avec Le Monde Diplomatique (édition chilienne) en créant des affiches pour défendre différentes causes telles que le respect du droit des femmes, le droit de vote des chiliens vivant à l'étranger, le droit à l'éducation des enfants chiliens, la défense du peuple Mapuche...

### Les années 2000
En 2001, Federica Matta et l'architecte Manuel de Sol sont invités à redonner vie au site de la base sous-marine de Saint-Nazaire. Le Voyage de la Sirène, sculpture de 8 mètres de haut, sera révélée aux Nazairiens sur la place de l'Amérique Latine lors d'un grande cérémonie théâtrale et musicale relatant l'histoire du voyage de Iemanja accompagnant les mémoires des esclavages, imaginée par l'artiste.
En 2003, elle crée La Rencontre de La Lune et du Soleil (mosaïque au sol de 143 m2) pour la Ville de Vitry-sur-Seine. Cette œuvre, fabriquée avec l'aide de l'architecte Guy Duval et de l'Office HLM sera placée aux pieds des immeubles de la Cité Balzac. Onze ans plus tard, pour faire suite à la rénovation du quartier, l'Office Public de l'Habitat de Vitry-sur-Seine invitera Federica Matta à créer une fresque monumentale en céramique qui sera apposée contre le pignon de l'un des immeubles de la Cité Balzac : Les Mondes en marche.
En juin 2004, la sculpture Iguane rend hommage à la poésie et à Pablo Neruda; elle est installée sur la Place Pablo Neruda à Bédarieux.
En 2005, elle accompagne Nahal Tajadod en Iran et rejoint des poètes français et iraniens pour un voyage de célébration de la poésie : La Caravane des Poètes. Avec l'association Kanoon, organisatrice du voyage, elle organisera des ateliers poétiques dont l'objectif sera de permettre aux enfants iraniens de créer leurs propres kakemonos. Leurs productions seront présentées lors d'une exposition en Iran.
Entre 2004 et 2006, Federica Matta travaille entre Montpellier et La Serena, elle donne naissance au Chemin des Fleurs magiques,  douze sculptures-fleurs de 4 mètres de haut :
- à Montpellier, en hommage à Pablo Neruda, les Fleurs sont installées dans le quartier de La Paillade. À cette occasion, la ville organise un concours de poésie adressé à ses collégiens.
- à La Serena, ces douze sculptures[11] rendent hommage à la poétesse chilienne, Gabriela Mistral. Elles sont placées de la mer au collège Gabriela Mistral. Les élèves participeront à l’aventure en créant leurs propres fleurs magiques qui seront présentées lors de la journée d’inauguration des œuvres.

Pour célébrer les deux poètes et la poésie, de grands kakemonos de Federica Matta seront exposés à la Bibliothèque Municipale de Santiago du Chili, à Montpellier et à La Serena.
Des ateliers seront proposés aux élèves des deux pays de manière à éveiller leur créativité à travers l'art et la poésie. À cette occasion, elle créera la Boite à Images avec Odette Michel (petites cartes illustrées sur lesquelles sont dessinés et représentés les adjectifs, un pêle-mêle de noms communs, la ponctuation, les verbes...) pour permettre aux enfants souffrant de troubles du langage d'apprendre à lire avec les images et à exprimer ce qu'ils ressentent par le biais du dessin.
De 2006 à 2007, Federica Matta invite 100 élèves de quatre collèges de l’Hérault pour un projet d’exposition commune à la galerie d’O dans le cadre de « Saperlipopette, voilà Enfantillages ». Pendant une année, l’artiste intervient auprès des élèves pour les aider à manipuler les images et mots qui animeront leurs Carnets de Voyages imaginaires.
L’année suivante, elle dirige un programme de tutorat accompagnée des élèves du projet de l’année précédente : Les Perles du Dragon. Ce programme propose aux anciens participants du collège Arthur Rimbaud de transmettre à leur tour ce qu’ils ont appris aux nouveaux élèves. Cela donnera naissance à un Dragon (ambassadeur de l’école) peint dans la cour du collège. En fin d’année, l’exposition Orage : Mirage, les Perles des Dragon (à Avignon) présentera les productions des enfants au côté des œuvres de Federica Matta.
En 2009, Federica Matta se rend à Quilpue au Chili afin de réaliser plusieurs murales avec les artistes de la province Marga-Marga. Les murales sont exposées dans la station de métro de Quilpue ; la station sera inaugurée par la Présidente Michelle Bachelet.
De 2011 à 2012, elle est invitée par Danièle Martinez et la base sous-marine de Bordeaux à animer des ateliers artistiques et poétiques pour les élèves bordelais : Le Voyage des Imaginaires. En mai 2012, la base sous-marine dévoilera les travaux des enfants (sculptures, mandalas, kakemonos, Carnets de voyages imaginaires…) aux côtés des œuvres de l’artiste dans le cadre de l’exposition Les Mondes nomades de Federica Matta. L’Abécédaire de l’esclavage, œuvre réalisée par la classe de 4ème du collège Édouard Vaillant sera accueillie au Musée d’Aquitaine l’année suivante.
En 2012, elle est invitée par le Conseil Général des Deux-Sèvres à rendre hommage à Pablo Neruda. Pour cette occasion, elle crée la série de kakemonos « L’Art de la pluie » en référence au poème « Ode aux trains du sud » du poète chilien. Les kakemonos seront exposés dans la gare de Thouars et de Niort.
En 2013, l’artiste intervient dans le collège de Champdeniers à Niort pour une série d’ateliers artistiques et poétiques en hommage à la Terre : La Sagesse de la Terre. En fin d’année, les kakemonos produits par les enfants seront exposés à la Maison du Département de Niort avec le travail de l’artiste.
La même année, Federica Matta retourne à Bordeaux. Elle imagine une cérémonie festive qui présentera aux habitants le projet de rénovation urbaine du quartier des Échoppes : De la Terre à la Lune,.
En 2014, l’artiste et l’Institut du Tout-Monde proposent aux élèves d’une classe du lycée Charles Baudelaire à Évry de créer des kakemonos sur le thème des esclavages. Les productions seront présentées lors de la journée « Mémoire des esclavages » au Conseil Régional d’Île-de-France.
Au Musée des Beaux-Arts Le Locle (Suisse) sont exposés les livres et carnets de l’artiste. Le musée l’invite à mener des ateliers pour les enfants de la ville.
En 2015, elle rend hommage à Abdelwahad Meddeb et Farid al-Din Attar avec l’association Passages lors d’un voyage à Pondichéry, en Inde : La Conférence des Oiseaux.
En 2016, Federica Matta retourne au Chili pour présenter son livre : El Viaje de los Imaginarios en 31 días. Le livre est exposé à la Bibliothèque publique de La Serena.
En Martinique, l’Habitation Saint-Étienne à Gros-Morne présente une exposition de Federica Matta en hommage à Édouard Glissant : Le Voyage des Imaginaires.
Elle fait partie des membres fondateurs de l'Institut du Tout-Monde créé par Édouard Glissant en 2007.
Elle est « artiste nomade » avec le M2A2, le Musée Martiniquais des Arts des Amériques.

## Projets
- Place André Meunier, Bordeaux : la Ville sélectionne l’artiste dans le cadre du projet de valorisation artistique de la Place André Meunier. Federica Matta conçoit plusieurs éléments artistiques (incrustations au sol et un grand bas-relief) avec les Ateliers Haligon et les services paysager de la Ville de Bordeaux. La Place est inaugurée le 29 juin 2019.

## Objets dérivés
- 1988 : Création de bijoux et chapeaux pour le Willie Wear Fashion Show à New York.
- Entre 1988 et 2001 : Création de bijoux pour les boutiques des musées d'Art Moderne et des Arts Décoratifs de Paris.
- Entre 1991 et 1996 : Création des Trophées des Rencontres Internationales de l'Audiovisuel Scientifique, CNRS-Images Médias à Paris.
- Entre 1991 et 2003 : À la demande de Paris Musées, création d’objets : parapluies, nappes, abat-jours, jeux… Conception d’images pour toutes sortes d’ustensiles avec Latitude-Sud, Alain Grand et Yves Blayot[20].
- 1996 : Création du logo pour la mission spatiale franco-russe Cassiopée[21],[22].
- 2003 : Création d'une collection de vêtements pour la marque Ripley, galerie Isabel Aninat, Chili.
- 2009 : Création des illustrations des bouteilles de champagne Pommery à l'occasion de la 6e édition de Pop Art Collector.
- 2016 : Création de l’édition limitée « Le Voyage des imaginaires » pour le rhum agricole HSE.

## Livres
- 1998 : Le Journal d'Ève, éditions du Seuil, Paris, France,  (ISBN 9782020280617).
- 2000 : Les Voyages de la Sirène, avec Jean-Claude Carrière, René de Ceccatty, Paul Haïm, Joan Simon, Catherine Dolto, Michel Cassé, éditions Atlantica, Biarritz, France,  (ISBN 2-84394-260-8).
- 2001 : Los Viajes de la Sirena, avec Carmen Waugh, Roberto Matta, Jean-Claude Carrière, René de Ceccatty, Paul Haïm, Joan Simon, Catherine Dolto, Michel Cassé, éditions Atlantica, Biarritz, France,  (ISBN 2-84394-439-2).
- 2003 : Les Enfants du Soleil, avec N. Scott Momaday, éditions du Seuil, Paris, France,  (ISBN 2-02-058065-9).
- 2003 : Rire, guérir : des clowns qui guérissent, avec Catherine Dolto, éditions Seguier-Archimbaud, Paris, France,  (ISBN 2-84049-343-8).
- 2004 : Tu vois ce que je veux dire ? Éditions du Seuil, Maison de l'Amérique Latine, Paris, France,  (ISBN 2-02-063762-6).
- 2006 : Sur les pas de Rûmi[23], Nahal Tajadod, illustrations de Federica Matta, préface de Jean-Claude Carrière, éditions Albin Michel, Paris, France,  (ISBN 2-22-617-296-3).
- 2016 : El Viaje de los Imaginarios en 31 días, Federica Matta, préfaces de Victor Hugo de La Fuente et Luis Sepúlveda, éditions Aún Creemos en los Sueños, Santiago, Chili,  (ISBN 978-956-340-092-2).
- 2016 : Caminando, el cuaderno de tus mundos, Federica Matta, LOM ediciones, Santiago, Chili,  (ISBN 978-956-00-0802-2).
- 2017: Journal through your wildest dreams, Federica Matta, Prestel Publishing, New York.

## Interventions
- 25/03/2007 : Rûmî 2 : Cru, cuit, consumé interview sur France CULTURE.
- 10/2008 : Expo : Federica Matta, Tohu Bohu. Galerie Samy Kinge, Paris interview avec N. Scott Momaday sur le site de la FMSH.
- 13/11/2010 :  Terremotos, de que somos la memoria ? au Séminaire de l’Institut du Tout-Monde 2010-2011 : La Créolisation des pensées, imaginaires et écritures.
- 11/06/2018 : Une histoire de l'IME - conférence avec la participation de Juliette Éloi-Bézès.'
- 26/09/2012 : Les mondes nomades de Federica Matta interview par librairie MOLLAT.
- 12/07/2017 : Martinique 1ère : Reportage Federica MATTA sur Les Rhums HSE.
- 28/04/2019 : Focale esthétique, « Les Voyages des Imaginaires » au Colloque international « Edouard Glissant et le Discours Antillais ».
- 26/06/2019 : L'artiste Federica Matta inaugure son "Jardin des imaginaires" place André Meunier à Bordeaux samedi 29 juin sur FRANCE BLEU.